# Філіст
Філіст (грец. Φίλιστος, 432 до н. е. — 356 до н. е.) — давньогрецький історик із Сиракуз.

## Біографія
Син Архоменіда, володіючи великими коштами, він допомагав 406 до н. е. своєму родичу, Діонісію Старшому в його прагненні здобути владу в Сиракузах. Залишався його наближеним навіть тоді, коли він досяг її, поки Діонісій не вигнав його в 386 до н. е. за підозрою у зраді. Він вирушив у вигнання в Епір і залишався там до смерті Діонісія.
Діонісій Молодший 367 до н. е. запросив його повернутись назад, щоб мати в ньому підтримку проти Діона. Імовірно, завдяки йому 361 до н. е. Діон і Платон були вигнані з Сиракуз. У боротьбі між Діоном і Діонісієм, командуючи флотом, Філіст програв морський бій, був узятий в полон і убитий народом або покінчив життя самогубством.

## «Σικελικά»
У вигнанні своєму Філіст написав в Адрії 11 книг своєї історії «Σικελικά» у двох частинах. Перша частина охоплювала історію Сицилії з самого початку до взяття Агрігента (7 книг), друга, в 4 книгах, — історію Діонісія Старшого до його смерті. У вигляді доповнення він додав пізніше ще дві книги, які скріплювали, але не цілком, останні діяння Діонісія Молодшого.
Стародавні одностайно називають його наслідувачем Фукідіда, тільки він залишився далеко позаду свого зразка, чому і Цицерон називає його pusillus Thucydide. Йому бракувало необхідної для історика порядності та неупередженості, він ставився упереджено до Діонісія і намагався прикрити його жорстокі вчинки. Попри це, він належить до числа визначних грецьких істориків.